# Dave Epp
Pour les articles homonymes, voir Epp.
David « Dave » A. Epp, né à 10 juin 1962 à Leamington en Ontario, est un homme politique canadien. Il représente la circonscription de Chatham-Kent—Leamington à la Chambre des communes du Canada depuis 2019 sous la bannière du parti conservateur du Canada.

## Biographie
Epp est un fermier de Leamington en Ontario.